# 合肥电台故事广播
合肥电台故事广播为合肥人民广播电台的下属频道，是中国第一家以故事为主要内容的电台。该台于2005年1月12日试播，当年3月27日正式开播。目前每天播出18小时，采用中波(AM1170 kHz)、调频(FM98.8 MHz)双频发射，主要覆盖安徽省合肥市、淮南市等地区。

## 链接
- 故事广播首页